# Aziz Aqrawi
Sayyid Aziz Raschid 'Aqrawi (* 1924 in Akrê, Irak; † 2001 in den USA (unsicher)) war ein kurdischer Offizier und Politiker im Irak. (Der Name Aqrawi ist von Aqra, dem arabischen Namen für Akrê abgeleitet.)
Aqrawi schloss 1945 als Artillerieoffizier an der Militärakademie in Bagdad ab. Zur weiteren militärischen Ausbildung wurde er zunächst unter anderem nach Großbritannien (1957) entsandt; nach der Juli-Revolution und dem Sturz der probritischen Monarchie (1958) dann in die Sowjetunion (1959). Vom Regime Abd al-Karim Qasims wurde er zum Brigadegeneral befördert. (Nach anderen Angaben war er Oberst.)
Nach Ausbruch der Kämpfe zwischen der irakischen Zentralregierung und kurdischen Rebellen (1961) schloss sich Aqrawi der Kurdischen Demokratischen Partei Mustafa Barzanis an (1962) und wurde Mitglied des Zentralkomitees der Partei (1964), Politbüromitglied (1969) sowie Barzanis außenpolitischer Berater. Als militärischer Kommandeur leitete er einige Einsätze gegen irakische Regierungstruppen.
Über das Autonomieabkommen mit der irakischen Regierung kam es jedoch zwischen Aqrawi und Barzani zum Bruch (1973). Während Barzani sich dem Abkommen verweigerte und einen erneuten Aufstand anzettelte (1974), schloss sich Aziz Aqrawi dem von Haschim Aqrawi (nicht verwandt) geführten pro-irakischen Flügel der Partei an und arbeitete im Rahmen der Nationalen Progressiven Front mit der regierenden Baath-Partei zusammen. Im Kabinett der Zentralregierung wurde er Staatsminister (1974) und war zunächst zuständig für kurdische Angelegenheiten (1975–1976), dann Transportminister (1977) und wieder Staatsminister (1979). Danach wurde er mit der Vorbereitung und Überwachung der irakischen Parlamentswahlen im Kurdengebiet beauftragt, überwarf sich aber mit dem Regime Saddam Husseins und floh nach Syrien (1980). Von dort soll er später in die USA emigriert sein.